# John Cipollina
John Cipollina (* 24. August 1943 in Berkeley, Kalifornien; † 29. Mai 1989 in San Francisco) war ein amerikanischer Rockmusiker, der als Gitarrist der aus San Francisco stammenden Band Quicksilver Messenger Service bekannt wurde.
Das Musikmagazin Rolling Stone wählte ihn auf Platz 32 der besten Gitarristen aller Zeiten.

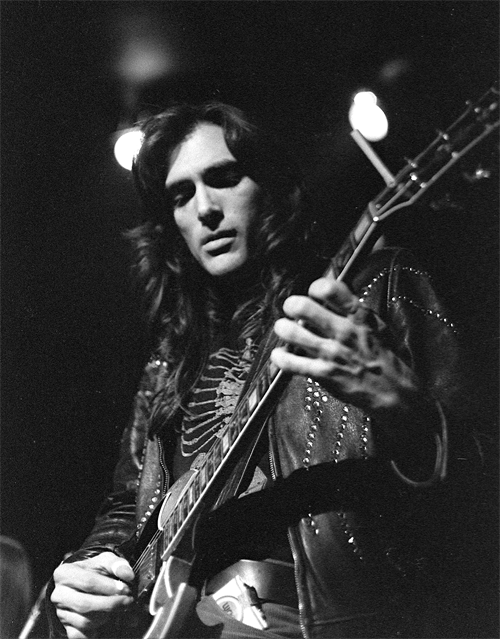
John Cipollina, Dezember 1976, Berkeley

## Biografie
Seit 1959 spielte John Cipollina bei verschiedenen Bands in der Bay Area rund um San Francisco. 1965 war er Gründungsmitglied der Band Quicksilver Messenger Service. Sie traten unter anderem im Fillmore West und beim Monterey Pop Festival auf. 1968 erschien ihr erstes Album mit dem Titel Quicksilver Messenger Service. Das nachfolgende Album der Band, Happy Trails, gilt als ein Meilenstein der Musikgeschichte und wird in der Liste der 500 besten Alben aller Zeiten der Zeitschrift Rolling Stone auf Platz 189 geführt. Cipollina blieb zunächst bis 1970 bei Quicksilver Messenger Service, verließ die Band dann vorübergehend und kehrte 1973 zu Quicksilver Messenger Service zurück.
1970 gründete Cipollina die Band Copperhead, mit der er ein Album aufnahm. Ein zweites Album wurde aufgenommen, blieb aber bis heute unveröffentlicht. Nach Auflösung der Gruppe 1973 bis zu seinem Tod 1989 spielte Cipollina bei zahlreichen Bands, darunter Terry & the Pirates, The Dinosaurs, Raven, Zero, Man, und Thunder And Lightning, sowie mit Nick Gravenites.
Cipollina, der seit seiner Kinderzeit an chronischem, schweren Asthma litt, wurde trotzdem zum Kettenraucher. Am 29. Mai 1989 wurde er aufgrund eines Asthmaanfalls in das Marin General Hospital eingeliefert, in dem er während der Nacht an einem Lungenemphysem verstarb. Live war er das letzte Mal am 13. Mai 1989 zu sehen. Cipollinas Asche wurde am 1. Juni 1989 auf dem Mount Tamalpais in der Nähe San Franciscos verstreut.
Er gilt heute neben Bands wie Jefferson Airplane und den Grateful Dead als einer der Mitbegründer der San Francisco Psychedelic Rockmusik.
Sein Bruder Mario Cipollina (* 1954) war von 1979 bis 1995 Bassist bei Huey Lewis & the News.

## Equipment
Cipollina spielte während seiner Laufbahn vor allem Gibson SGs, kurzzeitig auch ein Modell von Carvin, wird aber rückblickend heute besonders mit der erstgenannten Gitarre in Verbindung gebracht. Diese waren immer mit einem Tremolo-Bigsbyhebel ausgestattet, von dem er sehr häufig Gebrauch machte und welches dadurch auch sein Gitarrenspiel stark charakterisierte. Von der in Kalifornien angesiedelten Firma Fender benutzte er verschiedene Verstärkermodelle. Dabei kamen sowohl Röhrenverstärker als auch Halbleiteramps zum Einsatz. Unüblich für Gitarristen setzte er auch 15 Zoll Lautsprecher ein. Außerdem hatte er sich im Laufe der Zeit eine völlig individuelle Verkabelung erarbeitet, bei der der eine Tonabnehmer der Gitarre mit dem einen Verstärker verbunden war und der zweite Pickup mit dem anderen Amp.

## Diskografie
Die Diskografie zeigt eine Auswahl von Alben mit ihm als Bandmitglied, Studiomusiker oder Gast.
Das Album Raven ist in gewisser Hinsicht das einzige Album, welches als Soloalbum gewertet werden könnte; Cipollina nahm ein paar Freunde mit ins Studio. Er produzierte und arrangierte alle Stücke des Albums, das unter seinem Namen erschien und auch bekannt ist als John Cipollina's Raven.

### Quicksilver Messenger Service
- 1968: Quicksilver Messenger Service
- 1969: Happy Trails
- 1969: Shady Grove
- 1970: Just for Love
- 1970: What About Me
- 1975: Solid Silver

### Copperhead
- 1973: Copperhead
- 1973: Live 73
- 1990: Drunken Irish Setter

### Dinosaurs
- 1988: Dinosaurs
- 1988: Live in San Francisco

### John Cipollina's Raven
- 1980: Raven

### Merrell Fankhauser
- 1985: A Day in Paradise
- 1986: Dr. Fankhauser

### Freelight
- 1977: Freeway

### Nick Gravenites
- 1969: My Labors; QMS zu Gast bei drei Liedern
- 1980: Blue Star (Line Records)
- 1982: Monkey Medicine "The Nick Gravenites John Cipollina Band" (Line Records)
- 1991: Live At Rodon "Nick Gravenites and John Cipollina" (Music Box)

### Man
- 1975: Maximum Darkness

Maximum Darkness LP (1975) United Artists: CD (1991) BGO CD 43: CD Re-mix (2008) Esoteric ECLEC 2061
Micky Jones, Deke Leonard, Martin Ace, Terry Williams, John Cipollina
Recorded at The Roundhouse, Chalk Farm, 26. Mai 1975

### Terry and the Pirates
- 1979: Too Close For Comfort (Wild Bunch)
- 1980: Doubtful Handshake (Line Records)
- 1981: Wind Dancer (Rag Baby, Line Records)
- 1982: Rising of the Moon (Rag Baby, Line Records)
- 1987: Acoustic Rangers (Sawdust Records)
- 1990: Silverado Trail (Big Beat Records)

### Zero
- 1987: Here Goes Nothin
- 1990: Nothin Goes Here
- 1991: Go Hear Nothin (Live)
- 1994: Live At The Fillmore

### Mit anderen Künstlern
- 1972: Mickey Hart: Rolling Thunder
- 1971: Papa John Creach: Papa John Creach
- 1974: Kathi McDonald: Insane Asylum
- 1981: Rocky Sullivan: Illegal Entry
- 1984: Ghosts: Playing in the Heart of Gold Band
- 1984: Robert Hunter: Amagamalin Street
- 1988: Pete Sears: Watchfire
- 1989: Heart of Gold Band: Double Dose